# Schalom (Radiosendung)
Schalom (Untertitel Jüdischer Glaube – jüdisches Leben) ist eine Kultursendung des Bayerischen Rundfunks. Sie wird freitags von 15.05 bis 15.20 Uhr im Radioprogramm Bayern 2 ausgestrahlt. Die Sendung wird durch die Redaktion Religion und Orientierung des Bayerischen Rundfunks produziert und vom Landesverband der Israelitischen Kultusgemeinden in Bayern gestaltet. Der Titel der Sendung bezieht sich auf den hebräischen Begriff Schalom [שלום]. Die Sendung steht auch als Podcast zum Abruf oder zum Abonnieren via iTunes bereit.
Im Mittelpunkt jeder Einzelsendung steht die Einstimmung auf den Sabbat, der am Freitagabend beginnt. Nach der Anmoderation folgt ein Bericht,  der sich einem Einzelaspekt aus der jüdischen Kultur, Geschichte oder Religion widmet. Die ausgewählten Themen korrelieren häufig mit dem jüdischen Kalender und haben regelmäßig einen direkten aktuellen oder historischen Bezug zu den verschiedenen jüdischen Gemeinden in Bayern.
Im zweiten Teil der Sendung kommentiert Rabbiner Joel Berger den aktuellen Parascha, den Wochenabschnitt der Tora, der am folgenden Sabbat gelesen wird.
Zuletzt werden die Lichtzündzeiten für die Schabbes-Kerzen für alle Orte im Sendegebiet mit eigener jüdischer Gemeinde angesagt, von Pilsen bis Konstanz. Da der Zeitpunkt vom Sonnenuntergang abhängt, unterscheidet er sich sowohl von Woche zu Woche als auch von Ort zu Ort.